# Ehrenzeichen des Landes Vorarlberg

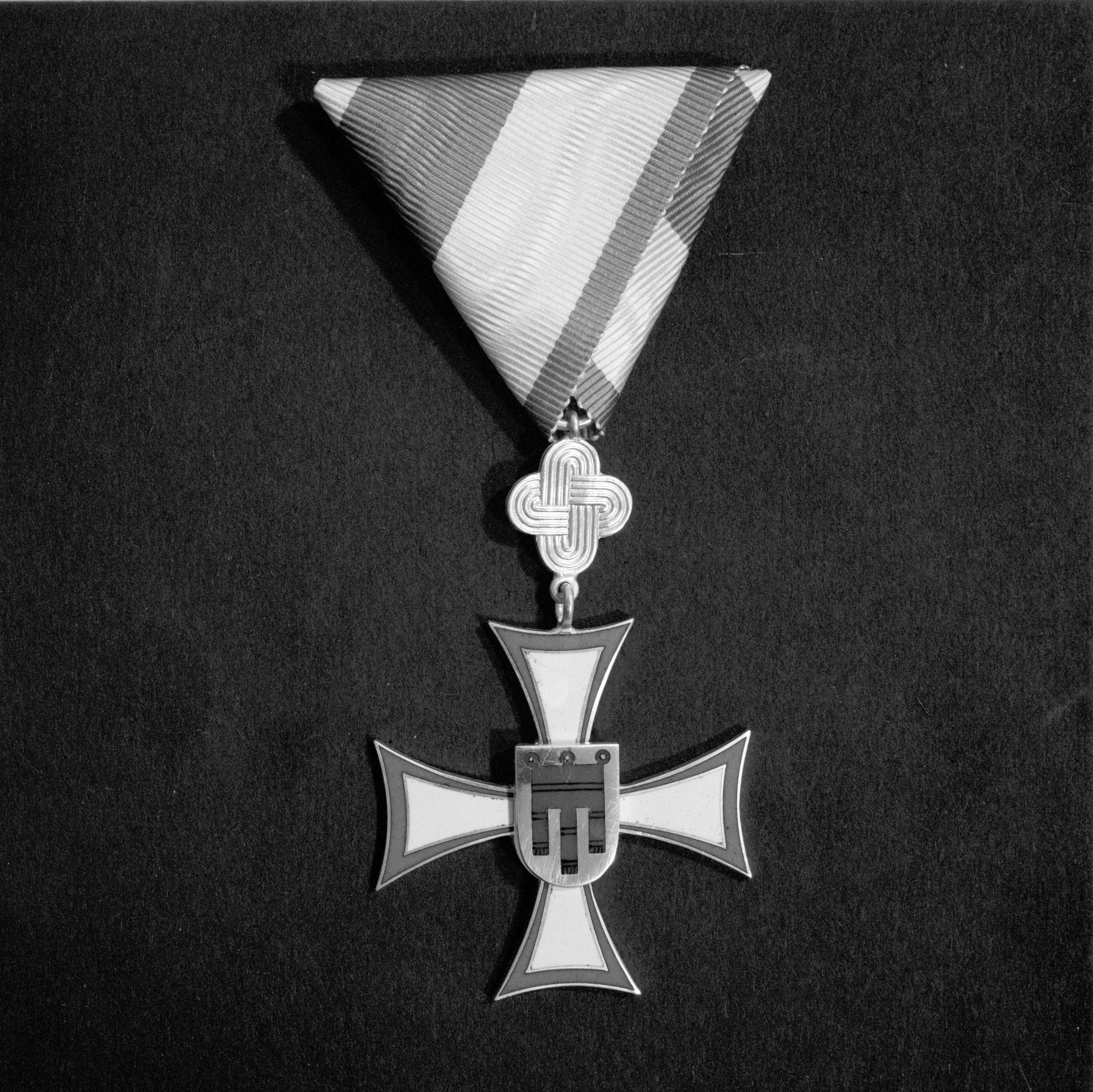
Ehrenzeichen des Landes Vorarlberg

Das Ehrenzeichen des Landes Vorarlberg ist die bedeutungsvollste Ehrung, die gegenwärtig vom Bundesland Vorarlberg ausgegeben wird. Die Vergabe der verschiedenen Ordensstufen erfolgt durch den Landesehrenzeichenrat oder in seinem Namen.

## Verleihungspraxis
Das Ehrenzeichen des Landes Vorarlberg wird an Personen verliehen, die sich durch überragende, hervorragende, außerordentliche, bedeutende, besondere oder große Verdienste um das Land Vorarlberg durch öffentliches oder privates Wirken verdient gemacht haben oder deren Sachgebiet in die Vollziehung des Landes fallen. Die Verleihung des Ehrenzeichens obliegt dem Landesehrenzeichenrat im Amt der Vorarlberger Landesregierung, wobei dem Geehrten eine Urkunde ausgestellt wird. Rechtsgrundlage ist das Auszeichnungs- und Gratulationengesetz aus dem Jahr 2016 in der jeweils aktuellen Fassung. Grundsätzlich erlischt mit dem Tod des Trägers die Gültigkeit des Ehrenzeichens.

## Ordensstufen
Das Ehrenzeichen des Landes Vorarlberg umfasst derzeit 2 Stufen, wobei die einzelnen Insignien je nach Klasse aus einem Komturkreuz und einem Flechtbandornament bestehen. Des Weiteren können verkleinerte Miniaturen der Ehrenzeichen getragen werden.

### Goldenes Ehrenzeichen
Höchstens 24 Personen dürfen ein vom Landesehrenzeichenrat verliehenes Goldenes Ehrenzeichen zur selben Zeit führen. Hinzu kommen Landeshauptmann und Landtagspräsident, die kraft ihres Amtes automatisch nach der Wahl durch den Landtag das Ehrenzeichen erhalten.
In der Mitte des Goldenen Ehrenzeichens befindet sich das Vorarlberger Wappen auf einem von Spitze zu Spitze diagonal 55 mm großen Komturkreuz, das über ein Flechtbandornament mit einem rot-weißen Halsband verbunden ist. Das Kreuz, welches vier Balken, die an den Enden etwas verbreitert sind, hat, ist aus Tombak gefertigt, rot-weiß emailliert und echt vergoldet. Das Flechtbandornament in Form eines Reliefs ist massiv ausgeführt und vergoldet. Es verbindet das Kreuz mit dem 45 mm breiten und 50 cm langen Halsband über eine lose bewegliche, vergoldete Spange.

### Silbernes Ehrenzeichen
Für seine Verleihung bestehen, im Gegensatz zum Goldenen Ehrenzeichen, keine nummerischen Beschränkungen.
Das Silberne Ehrenzeichen besteht, wie das Goldene, aus einem von Spitze zu Spitze diagonal nur 50 mm großen Komturkreuz und einem Flechtbandornament und wird an einem rot-weißen Halsband getragen. Es wird ebenfalls aus Tombak hergestellt, rot-weiß emailliert, echt versilbert und trägt in der Mitte das Landeswappen. Das Flechtbandornament ist auch hier in Relief und massiv ausgeführt sowie versilbert, aber kleiner als beim Goldenen Ehrenzeichen. Über eine lose bewegliche, versilberte Spange verbindet es das Komturkreuz mit dem 40 mm breiten und 50 cm langen Halsband.

## Privilegien
Jeder Inhaber eines Ehrenzeichens ist berechtigt, das Ehrenzeichen als Miniatur oder das Band in Form einer Rosette oder schmalen Leiste zu tragen und sich als Besitzer zu bezeichnen. Andere Vorrechte sind mit der Auszeichnung nicht verbunden. Das Ehrenzeichen geht in das Eigentum des Ausgezeichneten über. Eine Rückgabepflicht nach seinem Tode besteht nicht.